# Najna
Najna är ett släkte av kräftdjur. Najna ingår i familjen Najnidae.
Najna är enda släktet i familjen Najnidae.
Kladogram enligt Catalogue of Life:
| Najna | \| \| Najna consiliorum \| \| \| \| \| \| Najna kitamati \| \| \| \| |
|       | \| \| Najna consiliorum \| \| \| \| \| \| Najna kitamati \| \| \| \| |
|       | Najna consiliorum                                                    |
|       |                                                                      |
|       | Najna kitamati                                                       |
|       |                                                                      |